# Wdówki
Wdówki (Viduidae) – rodzina ptaków z rzędu wróblowych (Passeriformes), wcześniej klasyfikowana jako podrodzina wikłaczowatych (Ploceidae). Nazwa rodziny nawiązuje do bardzo długiego ogona samca, którego wygląd kojarzy się z welonem wdowy. Do wdówek zalicza się 20 gatunków.

## Występowanie
Rodzina obejmuje gatunki występujące w Afryce Subsaharyjskiej.

## Cechy charakterystyczne
Są to małe ptaki, wielkością zbliżone do wróbla zwyczajnego. Wszystkie wdówki to pasożyty lęgowe, swoje jaja składają w gniazdach astryldów. Jaja gospodarzy nie są niszczone przez pisklęta wdówek ani przez osobniki dorosłe. Samice wdówek składają zwykle 2–4 jaja do gniazda gospodarza, zaś pisklęta, które się z nich wylęgły, są karmione wspólnie z młodymi gospodarzy. Każdy z gatunków wdówek pasożytuje na innym gatunku astryldów. Pisklęta wdówek mają ubarwienie wnętrza dzioba podobne do piskląt astryldów.

## Systematyka
Do rodziny wdówek zaliczane są dwa rodzaje:
- Vidua Cuvier, 1816
- Anomalospiza Shelley, 1901 – jedynym przedstawicielem jest Anomalospiza imberbis (Cabanis, 1868) – kukulnik.